# Heptagontal

De fem första heptagontalen.

Heptagontal är en sorts figurtal. Det n:te heptagontalet är antalet punkter belägna i en heptagon med n regelbundet uppdelade punkter i en sida och ges av formeln:
{\displaystyle {\frac {5n^{2}-3n}{2}}}
De första heptagontalen är:
1, 7, 18, 34, 55, 81, 112, 148, 189, 235, 286, 342, 403, 469, 540, 616, 697, 783, 874, 970, 1071, 1177, 1288, 1404, 1525, 1651, 1782, … (talföljd A000566 i OEIS).

## Summa av reciproker
Summan av heptagonaltalens reciproker ges av
{\displaystyle \sum _{n=1}^{\infty }{\frac {2}{n(5n-3)}}={\frac {1}{15}}{\pi }{\sqrt {25-10{\sqrt {5}}}}+{\frac {2}{3}}\ln(5)+{\frac {{1}+{\sqrt {5}}}{3}}\ln \left({\frac {1}{2}}{\sqrt {10-2{\sqrt {5}}}}\right)+{\frac {{1}-{\sqrt {5}}}{3}}\ln \left({\frac {1}{2}}{\sqrt {10+2{\sqrt {5}}}}\right).}